# Bomarea multipes
Bomarea multipes är en alströmeriaväxtart som beskrevs av George Bentham. Bomarea multipes ingår i släktet Bomarea och familjen alströmeriaväxter.
Artens utbredningsområde är Ecuador. Inga underarter finns listade i Catalogue of Life.